# Gran Premio d'Olanda 1962
Il Gran Premio d'Olanda 1962 si è svolto domenica 20 maggio 1962 sul circuito di Zandvoort. La gara è stata vinta da Graham Hill su BRM (prima vittoria in carriera del pilota britannico), seguito da Trevor Taylor su Lotus e da Phil Hill su Ferrari.

## Qualifiche
| Pos | N. | Pilota                  | Auto            | Squadra                     | Tempo  | Distacco |
| --- | -- | ----------------------- | --------------- | --------------------------- | ------ | -------- |
| 1   | 19 | John Surtees            | Lola-Climax     | Yeoman Credit Racing Team   | 1:32.5 | -        |
| 2   | 17 | Graham Hill             | BRM             | Owen Racing Organisation    | 1:32.6 | +0.1     |
| 3   | 4  | Jim Clark               | Lotus-Climax    | Team Lotus                  | 1:33.2 | +0.7     |
| 4   | 8  | Jack Brabham            | Lotus-Climax    | Brabham Racing Organisation | 1:33.3 | +0.8     |
| 5   | 6  | Bruce McLaren           | Cooper-Climax   | Cooper Car Company          | 1:33.9 | +1.4     |
| 6   | 9  | Innes Ireland           | Lotus-Climax    | UDT Laystall Racing Team    | 1:34.1 | +1.6     |
| 7   | 18 | Richie Ginther          | BRM             | Owen Racing Organisation    | 1:34.5 | +2.0     |
| 8   | 12 | Dan Gurney              | Porsche         | Porsche System Engineering  | 1:34.7 | +2.2     |
| 9   | 1  | Phil Hill               | Ferrari         | Scuderia Ferrari SpA SEFAC  | 1:35.0 | +2.5     |
| 10  | 5  | Trevor Taylor           | Lotus-Climax    | Team Lotus                  | 1:35.4 | +2.9     |
| 11  | 3  | Ricardo Rodriguez       | Ferrari         | Scuderia Ferrari SpA SEFAC  | 1:36.1 | +3.6     |
| 12  | 2  | Giancarlo Baghetti      | Ferrari         | Scuderia Ferrari SpA SEFAC  | 1:36.3 | +3.8     |
| 13  | 11 | Jo Bonnier              | Porsche         | Porsche System Engineering  | 1:37.0 | +4.5     |
| 14  | 14 | Carel Godin de Beaufort | Porsche         | Ecurie Maarsbergen          | 1:37.4 | +4.9     |
| 15  | 7  | Tony Maggs              | Cooper-Climax   | Cooper Car Company          | 1:37.5 | +5.0     |
| 16  | 10 | Masten Gregory          | Lotus-Climax    | UDT Laystall Racing Team    | 1:38.0 | +5.5     |
| 17  | 20 | Roy Salvadori           | Lola-Climax     | Yeoman Credit Racing Team   | 1:38.8 | +6.3     |
| 18  | 15 | Ben Pon                 | Porsche         | Ecurie Maarsbergen          | 1:40.9 | +8.4     |
| 19  | 21 | Jackie Lewis            | Cooper-Climax   | Ecurie Galloise             | 1:43.2 | +10.7    |
| 20  | 16 | Wolfgang Seidel         | Emeryson-Climax | Ecurie Maarsbergen          | 1:46.0 | +13.5    |
| WD  | 16 | Rob Slotemaker          | Porsche         | Ecurie Maarsbergen          |        |          |

## Gara
| Pos | N. | Pilota                  | Costruttore/Motore | Giri | Tempo/Ritiro      | Griglia | Punti |
| --- | -- | ----------------------- | ------------------ | ---- | ----------------- | ------- | ----- |
| 1   | 17 | Graham Hill             | BRM                | 80   | 2:11:02.1         | 2       | 9     |
| 2   | 5  | Trevor Taylor           | Lotus-Climax       | 80   | +27.2             | 10      | 6     |
| 3   | 1  | Phil Hill               | Ferrari            | 80   | +1:21.1           | 9       | 4     |
| 4   | 2  | Giancarlo Baghetti      | Ferrari            | 79   | +1 giro           | 12      | 3     |
| 5   | 7  | Tony Maggs              | Cooper-Climax      | 78   | +2 giri           | 15      | 2     |
| 6   | 14 | Carel Godin de Beaufort | Porsche            | 76   | +4 giri           | 14      | 1     |
| 7   | 11 | Jo Bonnier              | Porsche            | 75   | +5 giri           | 13      |       |
| 8   | 21 | Jackie Lewis            | Cooper-Climax      | 70   | +10 giri          | 19      |       |
| 9   | 4  | Jim Clark               | Lotus-Climax       | 70   | +10 giri          | 3       |       |
| Rit | 3  | Ricardo Rodriguez       | Ferrari            | 73   | Incidente         | 11      |       |
| Rit | 18 | Richie Ginther          | BRM                | 71   | Incidente         | 7       |       |
| Rit | 9  | Innes Ireland           | Lotus-Climax       | 61   | Incidente         | 6       |       |
| Rit | 10 | Masten Gregory          | Lotus-Climax       | 54   | Cambio            | 16      |       |
| NC  | 16 | Wolfgang Seidel         | Emeryson-Climax    | 52   | Non classificato  | 20      |       |
| Rit | 12 | Dan Gurney              | Porsche            | 47   | Cambio            | 8       |       |
| Rit | 6  | Bruce McLaren           | Cooper-Climax      | 21   | Cambio            | 5       |       |
| Rit | 20 | Roy Salvadori           | Lola-Climax        | 12   | Ritiro volontario | 17      |       |
| Rit | 19 | John Surtees            | Lola-Climax        | 8    | Incidente         | 1       |       |
| Rit | 8  | Jack Brabham            | Lotus-Climax       | 4    | Incidente         | 4       |       |
| Rit | 15 | Ben Pon                 | Porsche            | 2    | Incidente         | 18      |       |
| WD  | 16 | Rob Slotemaker          | Porsche            |      |                   |         |       |

## Statistiche

### Piloti
- 1ª vittoria per Graham Hill
- 1° e unico podio per Trevor Taylor
- 3º e ultimo giro più veloce per Bruce McLaren
- 1° e unico Gran Premio per Ben Pon e Rob Slotemaker

### Costruttori
- 2° vittoria per la BRM
- 1° e unica pole position per la Lola
- 125° podio per la Ferrari
- 1º Gran Premio per la Lola

### Motori
- 2ª vittoria per il motore BRM
- 125° podio per il motore Ferrari

### Giri al comando
- Jim Clark (1-11)
- Graham Hill (12-54, 56-80)
- Phil Hill (55)

## Classifiche Mondiali

### Piloti
| Pos | Pilota                  | Punti |
| --- | ----------------------- | ----- |
| 1   | Graham Hill             | 9     |
| 2   | Trevor Taylor           | 6     |
| 3   | Phil Hill               | 4     |
| 4   | Giancarlo Baghetti      | 3     |
| 5   | Tony Maggs              | 2     |
| 6   | Carel Godin de Beaufort | 1     |

### Costruttori
| Pos | Team          | Punti |
| --- | ------------- | ----- |
| 1   | BRM           | 9     |
| 2   | Lotus-Climax  | 6     |
| 3   | Ferrari       | 4     |
| 4   | Cooper-Climax | 2     |
| 5   | Porsche       | 1     |